# Földes Béla
Földes Béla, eredeti neve Weisz Béla (Lugos, 1848. szeptember 25. – Budapest, 1945. január 18.) zsidó származású közgazdász, statisztikus, egyetemi tanár, miniszter, a Magyar Tudományos Akadémia tagja, a magyar közgazdaságtan és statisztika kiemelkedő alakja.

## Élete
A gimnáziumot Temesváron és Pesten, jogi tanulmányait a bécsi, a pesti és a lipcsei egyetemen végezte. Az első évfolyamon közgazdaságtannal kezdett foglalkozni és külföldi évei alatt szociáldemokrata körökkel is megismerkedett. Jog- és államtudományi oklevelét a pesti egyetemen szerezte.
1872-ben a Fővárosi Statisztikai Hivatal segédjévé nevezték ki, igazgatóhelyettesi hatáskörrel. 1873-ban a nemzetgazdaság- és pénzügytan tanárát helyettesítette a pesti Kereskedelmi Akadémián és egyúttal vezette az akkor szervezett kereskedelem-történeti tanszéket. 1874-ben a budapesti egyetemen magántanári képesítést nyert. 1876-ban a Budapesti Kereskedelmi és Iparkamara levelező tagja és az Országos Statisztikai Tanács tagja lett, valamint a Budapesten ülésezett IX. Nemzetközi Statisztikai Kongresszus titkárává nevezték ki.
1879-ben az MTA nemzetgazdasági és statisztikai bizottsága tagjává választotta. 1880-ban a budapesti Kereskedelmi Akadémián a nemzetgazdaság- és pénzügytan rendes tanára lett és a budapesti egyetemen statisztikából magántanári képesítést szerzett. Az egyetemen 1882-től a statisztika nyilvános rendkívüli-, 1889-től rendes tanáraként működött; tíz éven át vezette a statisztika tanszéket. 1892-ben Kautz Gyula helyére, a nemzetgazdaság és pénzügytan tanszékére helyezték át. Később két ízben a jogi kar dékánja, 1917-ben pedig az egyetem rektora volt.
1885-ben az Institut International de Statistique (Nemzetközi Statisztikai Intézet), 1891-ben a British Economic Association (Brit Közgazdasági Társaság) tagja lett. A Magyar Tudományos Akadémia 1893-ban levelező tagjává, 1901-ben rendes tagjává választotta. 1906 és 1918 között országgyűlési képviselő, közben 1917. augusztus 18-ától 1918. május 8-áig átmenetgazdasági tárca nélküli miniszter volt. 1920 után visszavonult a közélettől, de továbbra is folyamatosan jelentek meg tanulmányai, cikkei. 1923-ban a Magyar Statisztikai Társaság első belföldi tiszteletbeli tagjává, 1933-ban az MTA tiszteleti tagjává választották.
1945. január 18-án, a budapesti gettóban éhen halt, annak felszabadulása napján.
Felesége az őt végig támogató és nem sokkal túlélő Holländer Anna (1856.–Budapest, 1945. február 6.); fia a fiatalon elhunyt Földes Béla Dezső; lánya Földes Lívia, aki 1913-tól az író Mikszáth Kálmán fiának, ifj. Mikszáth Kálmán borsodi főispánnak a felesége.

## Munkásságáról
Közgazdasági munkái a német történeti iskola egyik jelentős hazai művelőjének mutatják. 1893–1894-ben jelent meg alapvető munkája, a Társadalmi gazdaságtan két kötete (I. A társadalmi gazdaságtan elemei, II. A társadalmi gazdaságtan alkalmazott és gyakorlati tanai), mely a világháború előtt még négy, időközben átdolgozott kiadást ért meg. Elméleti munkái mellett sokrétű gyakorlati tevékenységet fejtett ki. Érdeklődése kiterjedt a szociáldemokrácia korabeli kérdéseire is.
Statisztikai munkássága során kezdetben bűnügyi statisztikával, a hazai bűnözés alakulásával foglalkozott. Az első világháború előtt gazdaságstatisztikai tevékenységének kiemelkedő állomása az ún. „kvóta”-tanulmányok (a Monarchia költségeinek megoszlása, a közös kiadásokhoz való hozzájárulás mértéke) megjelentetése volt. Fontos tanulmányai születtek az adó- és a pénzügy, a gazdaságpolitika tárgyköréből, szociálpolitikai kérdésekről, kiállt az önálló magyar jegybank felállítása mellett. A történeti statisztika egyik első hazai képviselője volt, a gabonaárak alakulásával és annak hatásvizsgálataival pedig a gazdaságtörténet terén ért el jelentős eredményeket. Sokat foglalkozott a statisztikai tevékenység szervezeti és módszertani kérdéseivel is.
Szakvéleményeket, emlékiratokat készített többek között a tiroli gabonavámokról (1877), a magyar hitbizományokról (1890), az áruforgalmi statisztika (1878), később pedig az igazságügyi statisztika (1892) újjászervezéséről. Trianon után a kisebbségek jogai, a nemzetiségi statisztika kérdései kerültek figyelme középpontjába.
Szerkesztette A Pallas nagy lexikona közgazdasági cikkeit, 1883 és 1886 között a Budapesti Szemle közgazdasági és statisztikai rovatát, az Értekezések a nemzetgazdaságtan és statisztika köréből című MTA-kiadványt 1882-től és a kereskedelmi műszótárt. Szerkesztette a Magyar Közgazdasági Könyvtár című könyvsorozatot.

## Munkái
- A socialis kérdésről (Pest, 1870, Lugossy Béla néven)
- A munkásmozgalom legújabb iránya (Budapest, 1873)
- Bevezetés a gazdaság történetébe (Budapest, 1878)
- Takarékpénztáraink reformja (Budapest, 1879). A Lloyd Társulat által kitüntetett pályanyertes dolgozat
- A nemzetgazdaságtan és módszere s a társadalmi kutatás nehézségei (Budapest, 1880)
- A gazdaság morphologiája (Budapest, 1881)
- Adalékok a nemzetgazdaságtan történetéhez (Budapest, 1881)
- A nemzetgazdaságtan és pénzügytan kézikönyve (Budapest, 1881; második, átdolgozott kiadása: Budapest, 1885)
- Értekezések az angol és francia nemzetgazdaságtan köréből. Foville, Giffen, Cliffe-Leslie, Bagehot, Stanley, Jevons, Syme, Cairnes után fordította, átdolgozta és jegyzetekkel ellátta (Budapest, 1882)
- Statisztikai tanulmányok a gabonaárak hullámzásairól a XIX. században és a gabonadrágaságok hatásairól. Eredeti adatok alapján (Budapest, 1882)
- Adalékok a papirpénz történetéhez és statisztikájához (Budapest, 1882)
- Papírvaluta és agio (Budapest, 1883; az MTA által a Dóra-díjjal kitüntetett pályamű.)
- Városaink és a városi lakosság életviszonyai az utolsó népszámlálás alapján (Budapest, 1883)
- Magyarország statisztikája összehasonlítva egyéb államokkal, különös tekintettel Ausztriára (Budapest, 1885)
- A bűnügy statisztikája. Szociológiai tanulmányok (Budapest, 1889)
- Társadalmi gazdaságtan, I. kötet. A társadalmi gazdaságtan elemei (Budapest, 1893)
- Társadalmi gazdaságtan, II. kötet. A társadalmi gazdaságtan alkalmazott és gyakorlati tanai (Budapest, 1894)
- A jegybankok nemesércz-politikája (Budapest, 1895)
- A nemzetgazdaságtan és pénzügytan vezérfonala (a korábbi A nemzetgazdaságtan és pénzügytan kézikönyve c. munka átdolgozott kiadása. Budapest, 1900; további kiadása: Budapest, 1906)
- Az államháztartástan (Budapest, 1900; második, átdolgozott kiadása: Budapest, 1912)
- A szocializmus fejlődése napjainkig (Budapest, 1903)
- A társadalomerkölcsi probléma (Budapest, 1903)
- Statisztikai vizsgálódások a XIX. század gabonaárainak alakulásáról (Budapest, 1905)
- Közgazdasági értekezések (I.: Budapest, 1909; II.: Budapest, 1914)
- A szocializmus (I–II. Budapest, 1910)
- A nemzetközi kereskedelem elméletéhez (Budapest, 1915)
- Ricardo, különös tekintettel a háborús közgazdaság kérdéseire; Akadémia, Bp., 1919 (Értekezések a philosophiai és társadalmi tudományok köréből)
- Finanzwissenschaft (Budapest, 1920)
- Volkswirtschaftliche und sozialpolitische Untersuchungen (Jena, 1927)
- A szociális igazság felé (Budapest, 1936)
- Forrás: Magyar Közgazdaságtörténeti Archívum. Tallózás szerzők neve szerint. Budapesti Corvinus Egyetem Földes Béla.[5]

- A nemzetközi kereskedelem elméletéhez. MTA, Budapest. 1915.[6]

- Az államháztartástan: Pénzügytan. Politzer, Budapest. 1900.[7]

- Quota-tanulmányok. Pfeiffer Nándor, Budapest. 1899.[8]

- Társadalmi gazdaságtan 1. kötet. A társadalmi gazdaságtan elemei. Eggenberger, Budapest. 1983.[9]

- Társadalmi gazdaságtan 2. kötet. A társadalmi gazdaságtan alkalmazott és gyakorlati tanai. Eggenberger, Budapest. 1984.[10]

- A gabonaárak hullámzásai a XIX. században és a gabonadrágaságok hatásai: Statisztikai tanulmányok. Zilahy Sámuel, Budapest. 1882.[11]

Munkái és cikkei 1881-ig Weiss Béla néven jelentek meg.